# 삼성공조
삼성공조 주식회사는 경상남도 창원시에 본사를 둔 자동차 부품 기업이다.
또한, 이름과 달리 삼성그룹 계열사가 아니며 삼성그룹과는 아무런 관계가 없다.

## 역사
1987년 11월 28일에 상장하였으며, 2000년 6월 11일 삼성공조주식회사로 사명을 변경하였다.